# Ministère de l'Économie et des Finances (France)
Pour les autres articles nationaux ou selon les autres juridictions, voir Ministère de l'Économie et des Finances.
« Ministère de l'Économie, des Finances et du Commerce extérieur » redirige ici. Pour le ministère vénézuélien, voir Ministère de l'Économie, des Finances et du Commerce extérieur (Venezuela).
Le ministère de l'Économie, des Finances et de la Souveraineté industrielle et numérique est le département ministériel chargé de la gestion des finances publiques et de la politique économique de l'État français. Par métonymie, le terme « Bercy » est souvent employé pour le désigner depuis son installation en 1988 dans le quartier de Bercy, dans le 12e arrondissement de Paris.
Selon les époques et les gouvernements « Bercy » peut être séparé entre deux ministres de plein exercice : d'un côté un ministre chargé du budget (qui est notamment chargé de la gestion des lois de finances et des décisions budgétaires), de l'autre un ministre chargé de l'économie et de la régulation du secteur financier. En outre, du fait de l'ampleur des politiques publiques gérées à Bercy, les ministres de plein exercice sont généralement secondés par des ministres délégués ou des secrétaires d'État en particulier pour le budget, l'industrie, le commerce extérieur, le commerce, les petites et moyennes entreprises et l'Artisanat ou le tourisme.
Les principales directions ministérielles de ce ministère sont la direction du Budget (DB), la direction générale des Finances publiques (DGFiP), la direction générale du Trésor (DGT), l’Institut national de la statistique et des études économiques (Insee), la direction générale des douanes et droits indirects (DGDDI), la Direction générale de la Concurrence, de la Consommation et de la Répression des fraudes (DGCCRF) ou encore l’inspection générale des finances (IGF).
Ce ministère fait partie des ministères dits régaliens avec les ministères des Armées, de la Justice, de l'Intérieur et des Affaires étrangères.
Depuis le 23 décembre 2024, Éric Lombard est Ministre de l'Économie, des Finances et de la Souveraineté industrielle et numérique dans le gouvernement Bayrou.

## Historique
La vocation historique de ce ministère est la gestion des finances publiques, c'est-à-dire le recouvrement des impôts, le suivi de la dépense de l'État. À partir du XIXe siècle, s'ajoutent la préparation du budget et la participation au débat parlementaire des lois de finances ; les fonctions de politique économique voire de politique industrielle se sont ajoutées au XXe siècle.
La fonction de ministre des finances remonte à l'Ancien Régime, sous le nom de surintendant des finances, puis de contrôleur général des finances de 1661 jusqu'à la Révolution. En 1791, les Finances furent divisées en deux administrations différentes, celle des «Contributions et Revenus publics », gérée par un ministre, et celle de la « Trésorerie nationale », gérée par un comité de six membres. Par la suite, la fonction prendra le titre de ministre des finances, auquel seront souvent associées des fonctions connexes à partir du XXe siècle.
L’ensemble des administrations rattachées au ministère de l'Économie et des Finances peuvent être dirigées par deux, trois, voire, entre 2012 et 2014, par quatre ministres de plein exercice. Le nom et les attributions précises du ou des ministres ont été modifiés quasiment à chaque nouveau gouvernement.

### Anciennes localisations
Sous le Premier Empire, le ministère des Finances était sis dans l'hôtel de Lionne, rue des Petits-Champs, qui avait été celui du Contrôle général à la fin de l'ancien régime, et le ministère du Trésor dans l'hôtel Tubeuf.
C'est le ministre Joseph de Villèle qui réunit en 1824 tous les services du ministère dans le nouvel hôtel des Finances du Mont-Thabor, un bâtiment initialement prévu pour un hôtel des postes, construit de 1815 à 1824, qui s'étendait à l'emplacement des numéros actuels 234 à 244 de la rue de Rivoli, entre la rue de Castiglione et la rue Cambon.
Cet immeuble détruit en 1871 par un incendie au cours de la Commune a été reconstruit sous une apparence identique mais a changé d'affectation et le ministère a été transféré de l'autre côté de la rue dans l'aile Richelieu du Louvre où étaient installés auparavant sous le Second Empire, les bureaux et les salles de réception du ministre Achille Fould. Le ministère y est resté jusqu'à son transfert à Bercy dans les années 1980.

### Budget
La fonction de ministre chargé du budget fait partie des attributions fondamentales de ce ministère. Cette fonction a été occupée par un ministre de plein exercice (« ministre du budget ») dans les gouvernements Pierre Bérégovoy (1992-1993) et Édouard Balladur (1993-1995), et également sous un nom différent dans les gouvernements François Fillon 1, 2 et 3 (2007-2012), et Valls 1 et 2 (2014-2016) (« ministère des Finances et Comptes publics »).
La fonction de ministre chargé du budget est souvent liée voire synonyme de celle de ministre chargé des finances, hormis le cas particulier de la période 2007-2012 pendant laquelle des dénominations inhabituelles ont été retenues : coexistence d'un ministre « chargé du budget et des comptes publics » (Éric Woerth, François Baroin puis Valérie Pécresse) et d'un ministre « chargé des finances » (Christine Lagarde puis François Baroin).

### Économie
La fonction de ministre chargé de l'économie est apparue dans les années 1930, sous le nom de « ministre de l'Économie nationale ». En 1946, pour la première fois, est prévue de manière explicite une fonction de ministre ayant pour attribution à la fois la gestion des finances publiques et la mise en œuvre de la politique économique de la France, sous l’intitulé de ministère de l’Économie nationale et des Finances.

### Industrie
La fonction de ministre chargé de l’industrie est apparue dans certains gouvernements de la Cinquième République, le plus souvent associé à un autre portefeuille (« Commerce et Industrie » (1886), « Économie nationale, Commerce et Industrie » (1930), « Développement industriel et scientifique », « Industrie et Recherche », « Industrie, Commerce et Artisanat » (1974), « Industrie, Commerce extérieur, Aménagement du territoire », « Industrie, Postes et Télécommunications, Commerce extérieur », « Économie, des Finances et de l’Industrie »). Dans les gouvernements Georges Pompidou, Maurice Couve de Murville, Raymond Barre (3), Pierre Mauroy (1) et (2), un ministre de plein exercice est chargé exclusivement de l’Industrie. Entre 2012 et 2014 dans le gouvernement Jean-Marc Ayrault, l'intitulé de « ministre du Redressement productif », regroupant l'industrie et l'économie, est attribué à Arnaud Montebourg. L’industrie a été rattaché au ministère de l'économie pour la première fois dans le gouvernement Lionel Jospin (1997-2002), puis dans tous les gouvernements jusqu’en 2012, à la courte exception du gouvernement François Fillon (1).

### Autres fonctions
De nombreux autres portefeuilles ont fait partie ou font encore partie du ministère comme le commerce extérieur, apparu dans les années 1960, qui lui fut régulièrement rattaché jusqu'en 2012, comme le numérique dans les attributions du ministère depuis 2010, comme la fonction publique entre 2007 et 2012 ou comme les apparitions brèves de ministres ou secrétaires d'État chargés de l'économie sociale et solidaire, de la consommation, du commerce, de l'Artisanat, des Professions libérales ou des PME.
Entre 2007 et 2010, le suivi de la politique de l'emploi, historiquement rattaché au ministère chargé du travail ou des affaires sociales, est regroupé avec l'économie et les finances, et est confié à Christine Lagarde dans les gouvernements François Fillon (1) et (2).
Dans le gouvernement Jacques Chirac (2) (1986-1988), le ministère se nommait « ministère de l'Économie, des Finances et de la Privatisation ».

### Identité visuelle (logotype)
Le logotype du ministère varie régulièrement au gré des changements de dénominations. Le logotype suit systématiquement les règles et principes de la charte graphique de la communication gouvernementale en France avec le système du « bloc marque » jusqu'à son abandon en février 2020.

Logo du ministère de l'Économie, de l'Industrie et de l'Emploi de juin 1997 à 1999.
Logo du ministère de l'Économie des Finances et de l'Industrie de 1999 à mai 2007.
Logo du ministère de l'Économie, des Finances et de l'Emploi entre mai 2007 et novembre 2010.
Logo du ministère de l'Économie des Finances et de l'Industrie en 2010-2012.
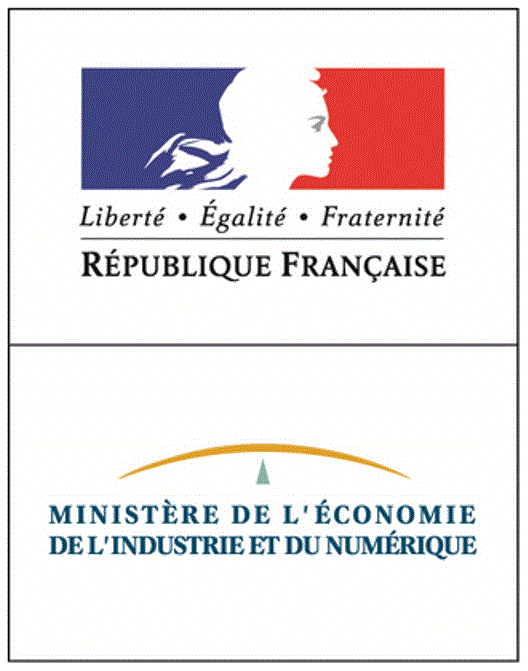
Logo du ministère de l’Économie, des Finances et du Commerce extérieur de 2012.
Logo du ministère de l'Économie, de l'Industrie et du Numérique en 2014-2016.[6]
Logo du ministère des Finances et des Comptes Publics en 2014-2016.
Logo du ministère de l'Économie et des Finances en 2016-2017.
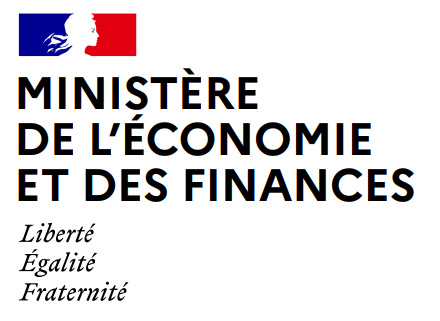
Logo du ministère de l'Économie et des Finances de 2017 à 2020.
Logo duministère de l’Économie et des Finances de 2020.
Logo du ministère de l'Économie, des Finances et de la Relance de 2020 à 2022.
- Logo du ministère de l'Économie, des Finances et de la Souveraineté industrielle et numérique depuis 2022.

## Organisation

### Ministres
Selon les décrets sur ses attributions, le ministre de l’économie et des finances prépare et met en œuvre la politique du Gouvernement en matière financière, budgétaire et fiscale, en matière économique ainsi qu’en matière d’industrie, de services, de petites et moyennes entreprises, d’artisanat, de commerce, de postes et communications électroniques, de suivi et de soutien des activités touristiques, d'économie numérique et d'innovation.
Le ministre et ses secrétaires d’État disposent chacun d'un cabinet, composés de conseillers, et le ministre a un porte-parole.
Le ministre et ses secrétaires d’État ont autorité sur différentes directions d’administration centrale, parfois en lien avec d'autres ministres.

### Directions d'administration centrale
Le ministère de l’Économie et des Finances est composé de :
- la direction générale des douanes et droits indirects (DGDDI) ;
- la direction du Budget ;
- la direction générale des Finances publiques (DGFiP) ;
- la direction de la législation fiscale (DLF)[8] ;
- les services de contrôle budgétaire et comptable ministériel (SCBCM) ;
- la Mission interministérielle de coordination anti-fraude (MICAF) - a remplacé en 2020 la délégation nationale à la lutte contre la fraude (DNLF) [9] ;
- les services à compétence nationale : TRACFIN et l'Agence pour l'informatique financière de l'État (AIFE).
- la direction générale de la Concurrence, de la Consommation et de la Répression des fraudes (DGCCRF) ;
- la direction générale des Entreprises (DGE) ;
- le Conseil général de l'économie, de l'industrie, de l'énergie et des technologies (CGEIET) ;
- le centre interministériel de services informatiques relatifs aux ressources humaines (CISIRH) ;
- le Commissariat général à l'investissement .
- la direction générale du Trésor ;
- la direction générale de l’Institut national de la statistique et des études économiques (Insee) ;
- l’inspection générale des finances (IGF) ;
- le service du contrôle général économique et financier (CGEFi) ;
- le secrétariat général (SG) des ministères économiques et financiers[10] ;
- la direction des Affaires juridiques des ministères économiques et financiers (DAJ) ;
- la direction des Achats de l'État (DAE)[11] ;
- le haut fonctionnaire de défense et de sécurité ;
- le médiateur des ministères économiques et financiers[12] ;
- le service à compétence nationale Agence des participations de l'État (APE) ;
- le service à compétence nationale Agence Française Anticorruption (AFA) ;
- la direction interministérielle de la Transformation publique (DITP).

## Cabinets ministériels au sein du ministère de l'Économie, des Finances de la Souveraineté industrielle et numérique (France)

### Le Ministre
| Fonctions                                              | Nom et Prénom            | Publication au Journal Officiel de la République Française                                                                                       |
| ------------------------------------------------------ | ------------------------ | --- |
| Directeur de cabinet                                   | Emmanuel Monnet          | Arrêté du 3 janvier 2025 portant nomination au cabinet du ministre de l'économie, des finances et de la souveraineté industrielle et numérique   |
| Directrice de cabinet adjointe                         | Eléonore Trigano         | Arrêté du 30 décembre 2024 portant nomination au cabinet du ministre de l'économie, des finances et de la souveraineté industrielle et numérique |
| Directeur de cabinet adjoint                           | François Bolard          | Arrêté du 16 janvier 2025 portant nomination au cabinet du ministre de l'économie, des finances et de la souveraineté industrielle et numérique  |
| Cheffe de cabinet                                      | Mandy Tinot              | Arrêté du 3 janvier 2025 portant nomination au cabinet du ministre de l'économie, des finances et de la souveraineté industrielle et numérique   |
| Conseiller juridique et Fiscalité                      | Matias de Sainte Lorette | Arrêté du 3 janvier 2025 portant nomination au cabinet du ministre de l'économie, des finances et de la souveraineté industrielle et numérique   |
| Conseillère Affaires européennes et internationales    | Alice Courtade           | Arrêté du 3 janvier 2025 portant nomination au cabinet du ministre de l'économie, des finances et de la souveraineté industrielle et numérique   |
| Conseiller Macroéconomie et Finances publiques         | Carmelo Zizzo            | Arrêté du 3 janvier 2025 portant nomination au cabinet du ministre de l'économie, des finances et de la souveraineté industrielle et numérique   |
| Conseiller Etat actionnaire et Espace                  | Pierre-Léonard Rouzaud   | Arrêté du 16 janvier 2025 portant nomination au cabinet du ministre de l'économie, des finances et de la souveraineté industrielle et numérique  |
| Conseillère Financement de l'économie et Outre-mer     | Charlotte Ast            | Arrêté du 16 janvier 2025 portant nomination au cabinet du ministre de l'économie, des finances et de la souveraineté industrielle et numérique  |
| Conseiller Presse internationale et économique         | Mark Deen                | Arrêté du 23 janvier 2025 portant nomination au cabinet du ministre de l'économie, des finances et de la souveraineté industrielle et numérique  |
| Conseiller, chef du pôle Communication                 | Edouard Montchamp        | Arrêté du 23 janvier 2025 portant nomination au cabinet du ministre de l'économie, des finances et de la souveraineté industrielle et numérique  |
| Conseiller spécial                                     | Mickaël Nogal            | Arrêté du 31 janvier 2025 portant nomination au cabinet du ministre de l'économie, des finances et de la souveraineté industrielle et numérique  |
| Conseillère parlementaire en charge des élus locaux    | My-Lan Nguyen            | Arrêté du 31 janvier 2025 portant nomination au cabinet du ministre de l'économie, des finances et de la souveraineté industrielle et numérique  |
| Conseiller Souveraineté et Economie verte et numérique | Henri Brébant            | Arrêté du 20 février 2025 portant nominations au cabinet du ministre de l'économie, des finances et de la souveraineté industrielle et numérique |
| Conseillère Budget, Transformation et Entreprises      | Céline Gruffat           | Arrêté du 20 février 2025 portant nominations au cabinet du ministre de l'économie, des finances et de la souveraineté industrielle et numérique |

## Localisation

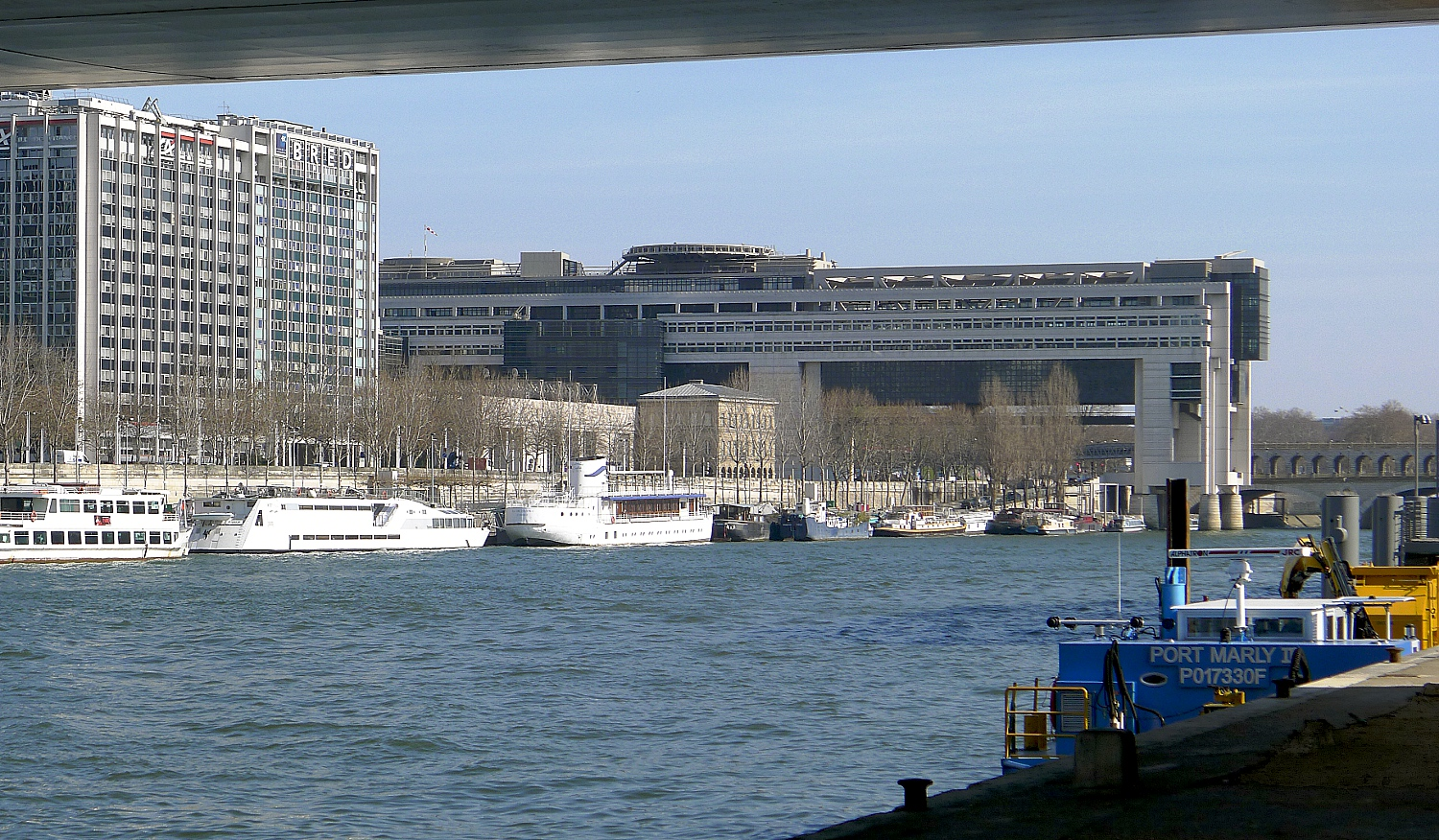
Vue, depuis la rive gauche, vers le bâtiment « Colbert » du complexe architectural de Bercy.

En 2019, le ministère a fêté les 30 ans de l'installation de son siège dans le 12e arrondissement de Paris en 1989. Avant cette date, les services centraux du ministère étaient dispersés sur plusieurs sites, la plupart se trouvant avec le ministre au palais du Louvre, dans l'aile Richelieu (à partir de mai 1871), et doivent déménager à Bercy dans l'optique des travaux du « Grand Louvre » décidés sous la présidence de François Mitterrand. Le documentaire 1974, une partie de campagne montre le bureau occupé au Louvre par Valéry Giscard d'Estaing, alors ministre de l'Économie.
Le ministère est établi dans un complexe architectural d'une superficie de 260 000 m2 de plancher composé de cinq bâtiments principaux répartis sur deux sites.

### Site entre la Seine et la rue de Bercy
Cette partie du ministère est à l'emplacement du magasin des fourrages militaires établi en 1828 entre la rue Villiot et la partie du mur des Fermiers généraux datant de 1788 située entre les barrières de la Rapée et de Bercy.
Après l'abandon de cette enceinte fiscale en 1860, le chemin de ronde qui longeait le mur devient le boulevard de Bercy.
La barrière de Bercy est démolie dans les années 1870, la barrière de la Rapée, transformée après 1860 en immeuble d'habitations est détruite dans les années 1980 lors de la construction du ministère.
Le magasin des fourrages fut remplacé vers 1920 par deux directions dépendant du ministère des Anciens combattants (celles des pensions et celle des statuts de combattants et victimes de guerre).
Les bâtiments préservés du no 139 de la rue de Bercy, actuelle adresse postale du ministère, et du no 160 quai de Bercy sont des immeubles datant de 1830 de l'ancien magasin aux fourrages militaires utilisés jusqu’en 1983 par le ministère des Anciens combattants. Ces bâtiments dits « pavillon de l'ancienne douane » et « pavillon de la barrière d'eau », font l’objet d’une inscription au titre des monuments historiques depuis le 12 janvier 1962.
Ce site comprend trois bâtiments conçus par Paul Chemetov et Borja Huidobro :
- « Colbert », dont l'extrémité sud-ouest a ses fondations dans le lit de la Seine, est situé sur le côté nord-ouest du début du boulevard de Bercy, celui-ci étant établi au débouché nord-est du Pont de Bercy.
- « Vauban » est situé au nord-ouest de Colbert, séparé de celui-ci par l'allée Jean-Monnet.
- « Necker » est au nord de « Colbert », relié à celui-ci par un corps de bâtiment enjambant la rue de Bercy.

La construction du bâtiment « Colbert », terminée en 1988, a coûté 2,93 milliards de francs (ce qui équivaut à environ 447 millions d'euros), pour une surface de 225 000 m2.
Sur le toit du bâtiment « Colbert » est aménagé depuis sa construction une hélistation, qui n'a jamais été beaucoup utilisée ; son usage est aujourd'hui abandonné, entre autres raisons à cause de sa dangerosité (notamment parce que l'aérologie du site a été perturbée par la construction à proximité des quatre tours de la bibliothèque de Tolbiac-François-Mitterrand).

### Site entre la rue de Bercy et les voies de la gare de Lyon
Les deux autres bâtiments, situés un peu plus au nord-ouest, au-delà de la rue Villiot et donc dans le quartier des Quinze-Vingts, sont conçus par Louis Arretche et Roman Karasinski. Ils sont établis sur le côté nord-est de la rue de Bercy et plus précisément l'allée de Bercy qui longe celle-ci. Ces deux bâtiments (ainsi que « Necker ») jouxtent eux-mêmes les emprises de la gare de Lyon, situées encore plus au nord-est :
- « Turgot », le plus au nord-ouest des deux.
- « Sully » (entre « Turgot » et « Necker »).

### Déménagements de services
Au début des années 2000, certains services déménagent en Seine-Saint-Denis (Noisy-le-Grand, Montreuil-sous-Bois), en Seine-et-Marne (Noisiel) et dans le Val-de-Marne (Vincennes). Actuellement[Quand ?] 5 100 personnes environ travaillent sur le site de Bercy.
Ce site est desservi par les stations de métro Bercy, Gare de Lyon et Quai de la Gare, par les bus 24 et 87, arrêt ministère de l'Économie et des Finances, et par le RER A, station Gare de Lyon.

## Culture
Les œuvres de nombreux artistes ornent les bâtiments du ministère, à Bercy, dans le cadre du 1 % artistique. Ainsi, quatre grands muraux qui ornent les murs du Hall Bérégovoy, des tapisseries, mosaïques, tapis et sols ou sculptures ornent certains murs, hall et jardins du ministère.
Une scène du film L'Auberge espagnole (2002) est tournée au sein du ministère ainsi qu'une autre dans la série Dix pour cent, tandis que pour le film Mission impossible 6, une autre l'est en 2017 sur le toit du bâtiment « Colbert ».
Il est possible de visiter le site du ministère toute l'année sur réservation ou lors des journées européennes du patrimoine.

## Télédoc
Télédoc est le système informatisé de transport du courrier sur le site de Bercy. Environ 500 wagonnets desservent 120 gares (dont une gare centrale) au moyen de 9 km de rails électromagnétiques distribuant tous les bâtiments jusqu’à la gare de Lyon. Il faut à peu près 20 minutes à un wagonnet pour acheminer des documents entre les deux points les plus éloignés (Hôtel des ministres et bâtiment Turgot près de la gare de Lyon) à une vitesse de 5 km/h.

### Décrets d'attribution
- Décret no 2007-996 du 31 mai 2007 relatif aux attributions du ministre de l'économie, des finances et de l'emploi (périmé)
- Décret no 2007-1003 du 31 mai 2007 relatif aux attributions du ministre du budget, des comptes publics et de la fonction publique (périmé)
- Décret no 2010-353 du 1er avril 2010 relatif aux attributions du ministre du budget, des comptes publics et de la réforme de l'Etat (périmé)
- Décret no 2010-1447 du 25 novembre 2010 relatif aux attributions du ministre de l'économie, des finances et de l'industrie (périmé)
- Décret no 2012-768 du 24 mai 2012 relatif aux attributions du ministre de l'économie, des finances et du commerce extérieur (périmé)
- Décret no 2014-403 du 16 avril 2014 relatif aux attributions du ministre des finances et des comptes publics
- Décret no 2014-404 du 16 avril 2014 relatif aux attributions du ministre de l'économie, du redressement productif et du numérique modifié en Décret relatif aux attributions du ministre de l'économie, de l'industrie et du numérique
- Décret no 2016-1204 du 8 septembre 2016 relatif aux attributions du ministre de l'économie et des finances

### Décrets d'organisation
- Décret no 2010-444 du 30 avril 2010 relatif aux attributions du secrétaire général du ministère de l'économie, de l'industrie et de l'emploi et du ministère du budget, des comptes publics et de la réforme de l'Etat et portant création d'un secrétariat général